# Geordie Walker

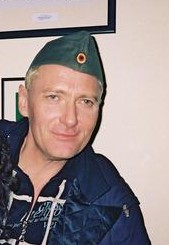
Geordie Walker (2005)

Kevin „Geordie“ Walker (* 18. Dezember 1958 im County Durham, England; † 26. November 2023 in Prag, Tschechien) war ein britischer Rockmusiker. Bekannt wurde er vor allem als Gitarrist der Post-Punk-Band Killing Joke.

## Leben und Karriere

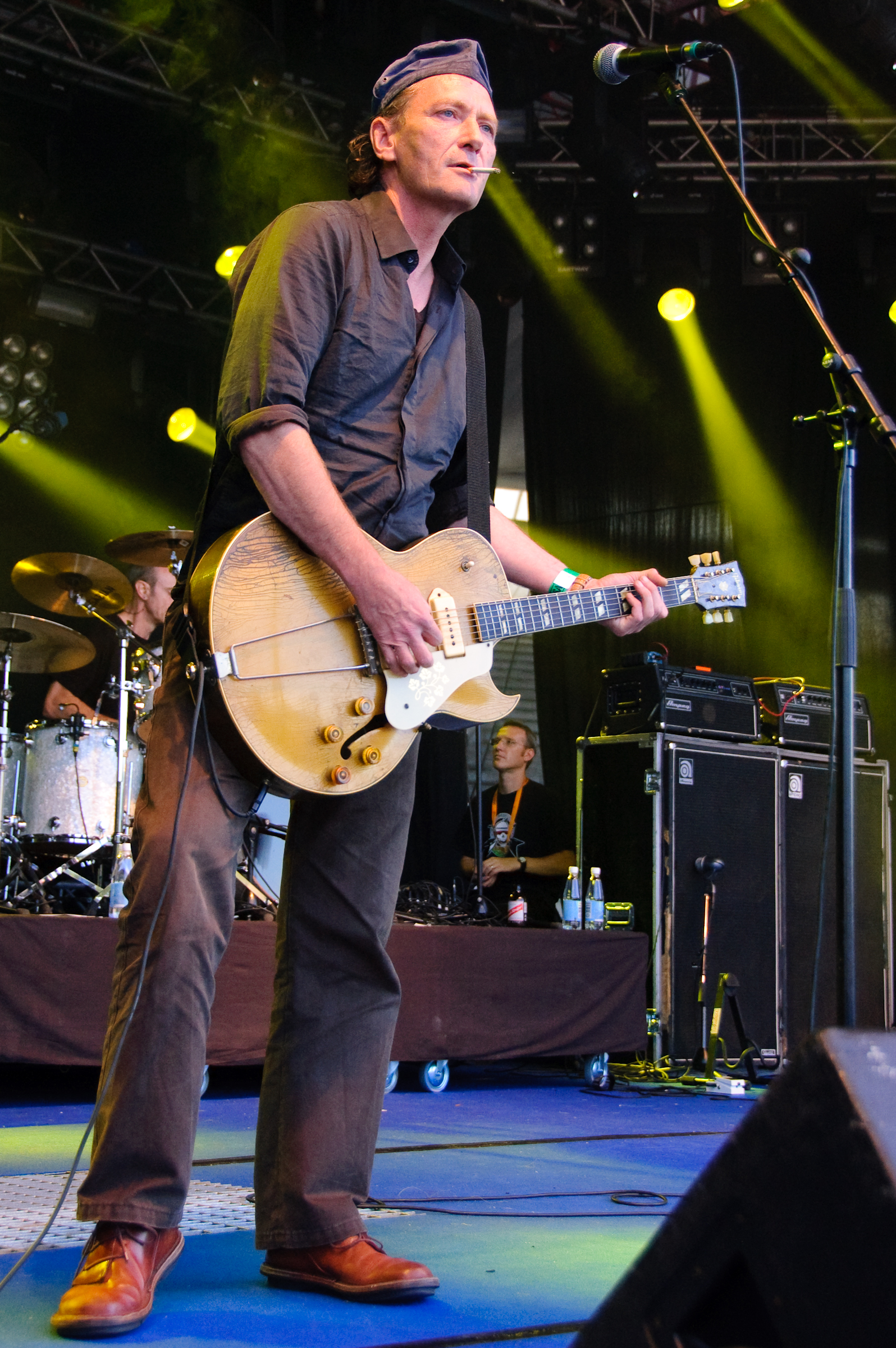
Beim Ilosaarirock 2009

Im Jahr 1973 zog Walker mit seiner Familie von Newcastle nach Milton Keynes um, etwa 70 km nordwestlich von London. Dort bekam er seinen Spitznamen aufgrund seines nordöstlichen „Geordie“-Akzents.
Walker zog nach London, um Architektur zu studieren, und wurde im Jahr 1979 zu einem der Gründungsmitglieder von Killing Joke. Zuvor hatte er noch nie in einer Band gespielt. Außer dem Sänger Jaz Coleman war er später das einzige konstante Mitglied in dieser Band. In den Bandpausen von Killing Joke war Walker außerdem Gitarrist in den Bands Murder Inc., The Damage Manual und Pigface.
Später lebte Walker mit seiner Frau und seinem Sohn Lloyd in Detroit, Michigan. Während seiner Arbeit mit Killing Joke an dem Studioalbum Hosannas from the Basements of Hell (2006) siedelte er nach Tschechien über und wohnte fortan in Prag, wo er auch in verschiedenen anderen Projekten involviert war. Im November 2023 starb er dort im Alter von 64 Jahren infolge eines Schlaganfalls.

## Einflüsse
Geordie Walker nannte Dave Edmunds – Gitarrist der Band Love Sculpture, und John Mckay – Gitarrist der Band Siouxsie and the Banshees, als persönliche Einflüsse.